# Nointel (Val-d'Oise)
Nointel je francouzská obec v departementu Val-d'Oise v regionu Île-de-France. V roce 2014 zde žilo 806 obyvatel.

## Poloha obce
Sousední obce jsou: Beaumont-sur-Oise, Mours a Presles.

## Vývoj počtu obyvatel
Počet obyvatel